# 阿尔纳克蓬帕杜
阿尔纳克蓬帕杜尔（法語發音：[aʁnak pɔ̃paduʁ]），简称蓬帕杜尔，是法国科雷兹省的一个市镇，位于该省西部，属于布里夫拉盖亚尔德区。阿尔纳克蓬帕杜尔一名来源于蓬帕杜尔家族，因境内的跑马场而闻名。

## 地理
阿尔纳克蓬帕杜尔（45°23'47"N, 1°22'52"E）面积15.09 平方千米，位于法国新阿基坦大区科雷兹省，该省份为法国中南部省份，北起上维埃纳省和克勒兹省，西接多爾多涅省，南至洛特省，东临多姆山省和康塔爾省。
与阿尔纳克蓬帕杜尔接壤的市镇（或旧市镇、城区）包括：贝萨克、贝斯纳克、吕贝萨克、圣于连勒旺多穆瓦、圣索尔南拉沃、孔塞兹。
阿尔纳克蓬帕杜尔的时区为UTC+01:00、UTC+02:00（夏令时）。

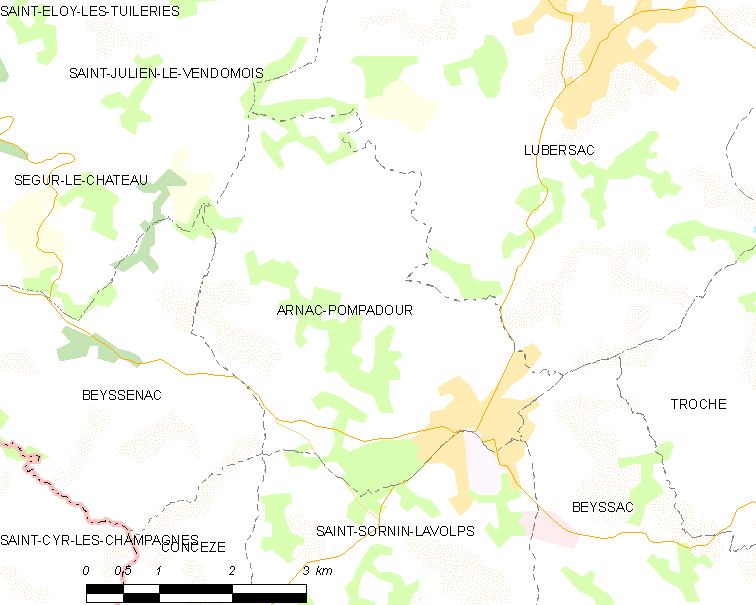
阿尔纳克蓬帕杜尔的OSM定位图

## 行政
阿尔纳克蓬帕杜尔的邮政编码为19230，INSEE市镇编码为19011。

## 政治
阿尔纳克蓬帕杜尔所属的省级选区为于泽什县。

## 人口

1962-2008年间阿尔纳克蓬帕杜尔人口变化图示

阿尔纳克蓬帕杜尔于2022年1月1日时的人口数量为1206人。